# Little Shop of Horrors (película de 1986)
Little Shop of Horrors (conocida como La tienda de los horrores en España, La tiendita del horror en Argentina y La tiendita de los horrores en México) es la adaptación cinematográfica, realizada en 1986, de la comedia musical homónima de Broadway, del compositor Alan Menken y el letrista Howard Ashman. Trata sobre un florista despistado que cría una planta a la que alimenta con sangre humana. La película fue dirigida por Frank Oz, y protagonizada por Rick Moranis, Ellen Greene y la voz de Levi Stubbs. El musical, a su vez, estaba basado en la comedia negra de serie B The Little Shop of Horrors, dirigida por Roger Corman.
Little Shop of Horrors fue rodada en los estudios Pinewood de Inglaterra. La película fue producida con un presupuesto de 30 millones de dólares, en contraste con la película original de 1960, la cual, según Roger Corman, había costado solamente 30.000. Igual que la película de 1960, el musical de 1986 no tuvo un gran impacto en su salida a los cines, pero es ahora considerada una película de culto; recibió dos nominaciones a los Premios Óscar.

## Argumento
Un dependiente de floristería llamado Seymour Krelborn (Rick Moranis) descubre una misteriosa planta, que llegó del espacio exterior durante un inesperado eclipse solar. El florista llama a la planta "Audrey II", porque está enamorado en secreto de su compañera de trabajo Audrey (Ellen Greene). De todas formas, ese día se hace un corte accidental en el dedo y descubre que Audrey II siente apetito por la sangre humana. Cuando la planta crece, el negocio prospera y en la defectuosa florería de Mr. Mushnik (Vincent Gardenia) Seymour se vuelve una celebridad local.
Practicándose de vez en cuando pequeños cortes en los dedos, Seymour aporta regularmente sangre humana a Audrey II y de este modo la planta sigue creciendo, pero llega un momento en que alcanza tal tamaño que Seymour acaba por no poder satisfacer su hambre. Es en ese momento cuando Audrey II revela a Seymour que posee la facultad de hablar, exigiéndondole (con la voz de Levi Stubbs) más sangre de la que le puede dar, a lo cual Seymour se niega. Audrey II convence entonces a Seymour de matar al sádico y abusivo novio dentista de Audrey, Orin Scrivello, DDS (Steve Martin). Seymour lo busca y le apunta con un revólver. Aun así, Orin, decepcionado por su previo paciente masoquista Arthur Denton (Bill Murray), decide consolarse inhalando óxido nitroso. Pero la máscara funciona mal y muere por asfixia.
Seymour lleva el cuerpo de Orin a la tienda, donde estaba pasando Mr. Mushnik, y se lo da a la planta. Ésta no está conforme y le pide que descuartice el cadáver. El señor Mushnik lo ve todo y sale corriendo asustado, mientras Seymour le da las partes del cuerpo a la planta.
Mientras, Audrey sueña con casarse algún día con Seymour, pero piensa que en realidad no lo merece.
Después de una noche agotadora, Seymour descubre que dos policías le están preguntando a Audrey sobre la desaparición de Orin. Ella dice que tiene la culpa de la muerte de Orin, pero no la causó, porque siempre deseó en secreto que muriera.
Esa noche  Mushnik acusa a Seymour de asesinato. Seymour no dice nada, pero cuando Mushnik va a investigar, la planta carnívora le devora. Seymour  aterrado, huye. Se encuentra con Audrey, y se confiesan su amor. Entonces, Seymour le pide que se casen, por lo que Audrey va a su casa a ponerse el vestido de novia. 
Tras cambiarse, Audrey vuelve a la tienda, donde descubre que la planta puede hablar, y la planta empieza a devorarla, pero llega Seymour y la rescata a tiempo. Tras declararse a Audrey, aparece un vendedor que quiere hacer negocio con los esquejes de la planta. Seymour decide matar la planta, y vuelve a la tienda con una pistola, pero la planta lo desarma, destroza un pilar maestro y a Seymour le cae el edificio encima, pero Seymour coge un cable y mata a Audrey II electrocutándola.
Tras la muerte de la planta Seymour y Audrey compran su casa soñada felices y tranquilos ya que todo ha acabado al fin...O eso creíamos...

## Reparto
| Actor                                            | Personaje                                         | Notas |
| ------------------------------------------------ | ------------------------------------------------- | --- |
| Rick Moranis                                     | Seymour Krelborn                                  | El tímido e introvertido empleado de la floristería, cuya timidez le impide declararse a Audrey. Además es el descubridor de Audrey II. Vive en el sótano dedicándose día y noche al cuidado de la planta. |
| Ellen Greene                                     | Audrey                                            | Es también empleada de la floristería y al igual que Seymour es humilde e insegura. Su discreción no deja ver sus verdaderos sentimientos. Sueña con casarse y formar una familia.                         |
| Vincent Gardenia                                 | Sr. Mushnik                                       | Es el dueño de la floristería y por lo tanto jefe de Seymour y Audrey. Dado el carácter de sus empleados podría parecer un poco autoritario.                                                               |
| Steve Martin                                     | Orin Scrivello                                    | Es un cruel y despiadado dentista, novio de Audrey. |
| Levi Stubbs                                      | Audrey II                                         | Voz. la planta carnívora descubierta por Seymour. |
| Tichina Arnold, Michelle Weeks, y Tisha Campbell | Crystal, Ronette y Chiffon                        | Son tres jóvenes del barrio, quienes también son una especie de narradoras de la película. |
| Christopher Guest                                | El Primer Cliente                                 | Cliente de la floristería atraído por la peculiar planta |
| Bill Murray                                      | Arthur Denton                                     | Es un paciente de Scrivello que disfruta con el dolor, lo cual exaspera enormemente a Scrivello. |
| John Candy                                       | Wink Wilkinson                                    | Es un locutor de la WSKID. Seymour acude a su programa radiofónico a explicar la historia de Audrey II. |
| James Belushi                                    | Patrick Martin                                    | Es un botánico que pretende hacer negocio gracias a Audrey II. |
| Miriam Margolyes                                 | la sarcástica enfermera / secretaria de Scrivello | |

## Canciones
| Pista | Título                             | Duración |
| ----- | ---------------------------------- | -------- |
| 1     | Prologue (Little Shop of Horrors)  | 03:28    |
| 2     | Skid Row (Downtown)                | 04:17    |
| 3     | Da-Doo                             | 01:25    |
| 4     | Grow for Me                        | 02:24    |
| 5     | Somewhere That's Green             | 03:50    |
| 6     | Some Fun Now                       | 02:17    |
| 7     | Dentist!                           | 02:28    |
| 8     | Feed Me (Git it)                   | 03:27    |
| 9     | Suddenly, Seymour                  | 03:28    |
| 10    | Suppertime                         | 02:05    |
| 11    | The Meek Shall Inherit             | 03:23    |
| 12    | Mean Green Mother from Outer Space | 04:46    |
| 13    | Finale (Don't Feed the Plants)     | 01:30    |

## Producción y desarrollo
- El personaje del paciente masoquista, representado en la película original por Jack Nicholson, fue desempeñado por Bill Murray, quien reconoció haber improvisado en sus frases.

- Originalmente, había un final idéntico a la versión teatral en el que la planta se comía a Audrey y Seymour, se vendían esquejes por toda Norteamérica y las plantas dominaban el mundo, pero fue eliminado tras el preestreno, dado que recibió malas críticas.

## Edición Blu-Ray
Por primera vez en España la Warner Bros. editó y distribuyó el Blu-ray el 9 de octubre de 2012. La edición contiene el largometraje estrenado en septiembre de 1987 de 94 minutos, y un montaje especial aprobado por Frank Oz de 103 minutos de duración. Este montaje incluye un nuevo final nunca visto comercialmente en España, y que fue descartado en su momento debido a los malos resultados obtenidos en los test de audiencia. El final descartado fue en el que Audrey no se salva y Seymour es tragado por Audrey II, que logra esparcir sus semillas y estas son vendidas por todo el mundo. De este modo, acaba conquistando el mundo con el gran crecimiento de sus hijos y aterroriza ciudades como Nueva York, donde se ven soldados que no pueden contener el gran ejército de plantas alienígenas come hombres. Acaba con un final de horror en el que una planta se dirige hacia el espectador y ríe.